# Satoshi Tajiri
 Der er for få eller ingen kildehenvisninger i denne artikel, hvilket er et problem. Du kan hjælpe ved at angive troværdige kilder til de påstande, som fremføres i artiklen.

Satoshi Tajiri (født 28. august 1965) er en japansk spildesigner, som skabte Pokémon i samarbejde med Nintendo.